# Hieronymus II. Lindau
Hieronymus II. Lindau OSB (* 11. November 1657 in Rottweil; † 8. Dezember 1719 in Ochsenhausen) war der 22. Abt der Reichsabtei Ochsenhausen im heutigen Landkreis Biberach in Oberschwaben.

## Leben
Hieronymus wurde in Rottweil, der ältesten Stadt im heutigen Baden-Württemberg geboren.
Im Jahre 1680 legte der spätere Abt die Ordensgelübde ab. Es folgten philosophische Vorstudien in Ochsenhausen und das Studium der Theologie an der Universität Salzburg. Als geweihter Priester kam er 1686 aus Salzburg zurück. Im Kloster fiel ihm die Aufgabe zu, die jungen Kleriker in Philosophie und Theologie auf das Studium an der Universität vorzubereiten. Des Weiteren tat er in der Seelsorge in den Gemeinden des Ochsenhauser Territoriums und am Amtssitz in Tannheim seinen Dienst. Dort stellte sich auch seine besondere ökonomische Begabung heraus.
Am 21. Juni 1708 fand die Abtwahl im Kloster statt. Anwesend waren der Weihbischof des Bistums Konstanz Konrad Ferdinand Geist von Wildegg, Abt Modest vom Kloster Wiblingen und der Abt des Klosters Mehrerau. Die Klosterzucht lag ihm am Herzen, aber auch die wissenschaftliche Bildung des jungen Klerus. Deswegen ließ er den Buchbestand der Klosterbibliothek wesentlich erweitern.

### Wirtschaftliche Aktivitäten
- Inkorporation von Ober- und Untersulmetingen
- Veräußerung von Schloss Horn, auf eidgenössischem Territorium in Horn TG am Bodensee gelegen, an Hauptmann Schenck
- Bei Amtsantritt erließ Abt Hieronymus den Untertanen die Zahlungsrückstände resultierend aus dem Spanischen Erbfolgekrieg in Höhe von 18.349 Gulden

### Gegenstände des Kultes
Abt Hieronymus erwarb in seiner Amtszeit das sogenannte rote Ornat aus Silber und goldreichem Lyoner Brokat für die Hochfeste für 2560 Gulden und das weiße Ornat für die Marienfeste im Wert von 1239 Gulden.
Er gab eine prunkvolle Monstranz für 17115 Gulden in Auftrag. Diese Monstranz wog elf Pfund und war mit 33 Smaragden, 16 Saphiren, 8 Hyazinthen, 70 Diamanten, 30 orientalischen Granaten, 36 Rubinen und vielen Perlen verziert. Sie wurde als Kriegsabgabe im Jahre 1800 für 8000 Gulden veräußert. Abt Hieronymus ließ die Reliquie des Kreuzpartikels in Gold fassen.

### Sakrale und weltliche Bauten

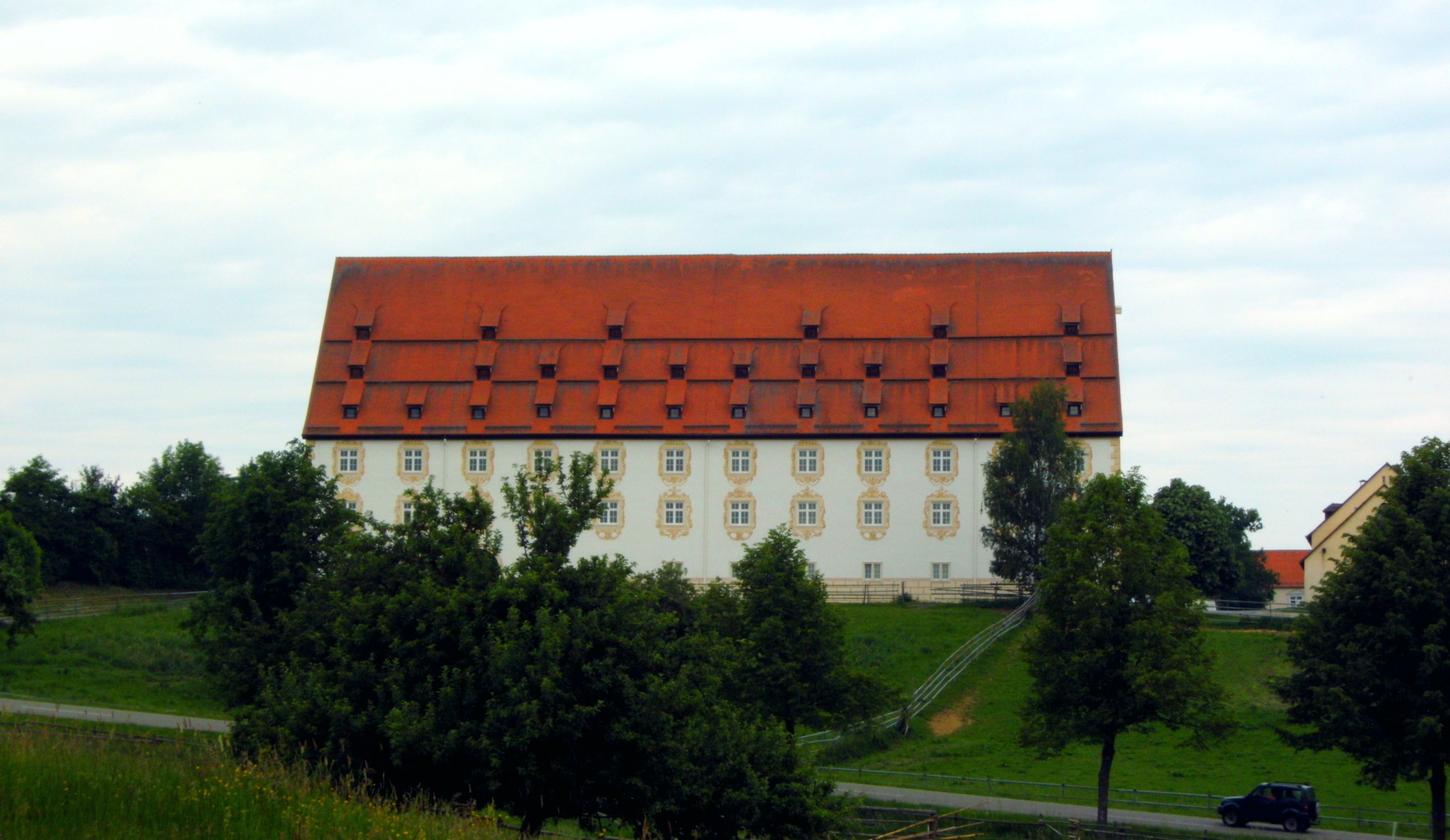
Fruchtkasten des Klosters

- Neubau der 1804 abgebrannten Kirche zu Ummendorf
- Neubau der Kirche zu Schönebürg
- Mariensäule Ochsenhausen
- Neubau des heutigen Fruchtkastens der Reichsabtei
- Aufstockung des Gästebaus, des heutigen „Fürstenbaus“, in dem unter anderem auch das Gymnasium Ochsenhausen seine Räume hat, um ein Stockwerk

Kurz vor seinem Tode ließ Abt Hieronymus die nördliche Klostermauer durchbrechen. Dort ließ er eine kleine Kapelle, geweiht dem Heiligen Antonius zu Padua, errichten. Er verstarb 1719 im Alter von 62 Jahren und wurde unter dem Eingang der Antoniuskapelle bestattet. Sein letzter Wille war, dass den Untertanen eine ganze Jahressteuer von 4000 Gulden erlassen wurde. Während seiner Zeit als Abt traten vierzehn Mönche in das Kloster ein und zwölf Mönche verstarben.